# Centaurea cassia
Centaurea cassia — вид рослин з роду волошка (Centaurea), з родини айстрових (Asteraceae).

## Опис рослини
Це багаторічна рослина з прямовисним стеблом 20–50 см, яке гіллясте біля основи або у верхній частині. Листки дуже щільно залозисто-точкові; нижні ліроподібні, з ланцетоподібним кінцевим сегментом шириною 5–15 мм і 2–3 парами лінійно-ланцетних бічних сегментів, рідко нерозділеними, серединні та верхні листки ланцетні або довгасті, часто з 1–2 парами часточок біля основи, шириною 2–6 мм. Кластер філаріїв (приквіток) 10–15 × 7–15 мм, від яйцюватих до майже кулястих; придатки великі, приховують базальні частини філаріїв, коричневі. Квітки трояндово-пурпурні. Сім'янки 3–3.5 мм; папуси 1–1.5 мм. Період цвітіння: червень — липень.

## Середовище проживання
Зростає в південній Туреччині й Сирії. Населяє ліси, скелясті схили.